# Dukuh (Ngadiluwih)
Dukuh is een bestuurslaag in het regentschap Kediri van de provincie Oost-Java, Indonesië. Dukuh telt 7338 inwoners (volkstelling 2010).